# مشروع التخرج
مشروع التخرج هو برنامج تقدمه الكثير من المدارس الثانوية في الولايات المتحدة ويتم فيه تقديم أنشطة منظمة وخاضعة لإشراف البالغين ولا تتضمن تقديم أية كحوليات كجزء من حفل ما بعد التخرج، وذلك بدلاً من الفعاليات التي يديرها الطلاب والتي تتضمن تناول الكحوليات أو المخدرات. وغالبًا ما تستمر الفعاليات طوال الليل وتُقام في الفنادق أو المراكز المجتمعية. ويتم تفتيش الطلاب للتأكد من عدم وجود مواد مخدرة غير قانونية معهم قبل دخول الحفل وتتم مراقبتهم بعناية.
في عام 1989، قدمت الحكومة الفيدرالية مساعدة للولايات في جميع أنحاء البلاد، وقد تم تخصيص هذه المساعدة للمدارس الواقعة داخل كل ولاية. وقد تلقت 38 مدرسة في نيو جيرسي 1500 دولار كنواة مالية لإقامة برامج لليالي حفلات التخرج الخالية من تناول الكحوليات.

## معلومات تاريخية
ظهرت فعالية «مشروع التخرج» في منطقة أكسفورد هيلز (باريس/النرويج) في ولاية ماين في عام 1980 كنتيجة للطاقات المجتمعية المستمدة من مبادرة أطلقتها الولاية. ومنذ ذلك الحين، أصبحت هذه الفعالية متعارفًا عليها كنموذج أولي منظم على مستوى البلد، وساعدت في حماية أرواح طلاب السنة النهائية المتخرجين في جميع الولايات.
في عام 1978، بدأ برنامج للتدخل/مكافحة الكحوليات والمخدرات الأخرى والعوامل المهددة للسلامة على الطرق السريعة، وقد أطلق هذا البرنامج قسم خدمات التثقيف بشأن الكحوليات والمخدرات التابع لوزارة التربية والتعليم بولاية ماين وتم تصميمه بالتعاون مع مكتب السلامة. وكان الدافع وراء البرنامج هو مساعدة المدارس والمجتمعات على معالجة المشكلات المقترنة بالكحوليات والمخدرات الأخرى محليًا.
وقد أرسلت منطقة أكسفورد هيلز وخمسة تجمعات مجتمعية أخرى فرقًا من القيادات المدرسية والمجتمعية لحضور تدريب مكثف تحت رعاية القسم. وبعد حضور برنامج تدريبي مبدئي استمر لمدة 11 يومًا بالإقامة، ثم فترة إرشادية للمتابعة، أصبحت هذه الفرق مستعدة لتنفيذ خطة عمل لوضع برامج شاملة للتثقيف والوقاية من الكحوليات والمخدرات الأخرى في مجتمعاتهم الأصلية.
وكان أحد هذه الفرق وهو فريق المخدرات والكحوليات بمنطقة أكسفورد هيلز (DATOH) يهدف إلى الحيلولة دون تكرار وقوع الأحداث المأساوية التي شهدتها منطقة أكسفورد هيلز في العام السابق لذلك (1979) عندما حدثت سبع حالات وفاة مرتبطة بتعاطي الكحوليات والمواد المخدرة الأخرى بين المراهقين خلال موسم التخرج. ويُذكر أن المدارس والتجمعات المجتمعية الموجودة بالمنطقة بقيادة فريق المخدرات والكحوليات بمنطقة أكسفورد هيلز قد أمدت دفعة عام 1980 بمدرسة أكسفورد هيلز الثانوية بمعلومات حول مخاطر شرب الخمور وتناول المخدرات أثناء القيادة. وتم طرح بديل على طلاب السنة النهائية لحفل ليلة التخرج «التقليدي» الذي يتم فيه شرب الخمور والذي كان يجتذب مئات الأشخاص إلى أرض المعارض المحلية. وأُطلق على هذا الحفل الخالي من تعاطي المواد الكيميائية «مشروع التخرج». وقد غطت وسائل الإعلام الإخبارية العملية بالكامل وحققت نجاحًا ساحقًا وتم تبنيها كمبادرة لبرنامج كبير تابع لقسم خدمات التثقيف بشأن الكحوليات والمخدرات.
ومن خلال عمل القسم ووسائل الاتصال بولاية ماين، شاركت المدارس والتجمعات المجتمعية الأخرى في برنامج «مشروع التخرج» في العام التالي. وفي عام 1981، كان هناك 12 موقعًا لبرنامج «مشروع التخرج»، وفي العام التالي كان هناك 36 موقعًا مع انخفاض مستمر في حالات وفيات المراهقين المرتبطة بتعاطي الكحوليات على الطرق السريعة. واستمر هذا الانخفاض إلى أن وصل إلى انعدام وجود أية حالات وفيات في عام 1983 عندما أصبح هناك 86 موقعًا مشاركًا في البرنامج. وفي عام 1986، أصبح هناك 139 موقعًا أو نسبة 98 بالمائة من المدارس الثانوية بولاية ماين. وقد حضرت نسبة 80 بالمائة من طلاب دفعة عام 1986 أنشطة مشروع التخرج، وفي عام 1987، شاركت 139 مدرسة أو 94 بالمائة من المدارس في مشروع التخرج بحضور 80 بالمائة من طلاب السنة النهائية.
استحوذ مشروع التخرج على مخيلة الكثيرين غير طلاب السنة النهائية في ولاية ماين. ففي عام 1983، كان هذا المشروع واحدًا من النماذج الوطنية الثمانية التي وقع عليها اختيار وزارة الصحة والخدمات البشرية الأمريكية لتقديمها في مؤتمر يُعقد في واشنطن العاصمة. وفي هذا المؤتمر تم تحديد «مشروع التخرج» كنموذج واقعي ملموس - أو نقطة انطلاق عملية يمكن أن تؤدي إلى أنشطة وقائية أخرى.
ونتيجة لهذا المؤتمر، بدأت الكثير من الولايات في استكشاف إمكانية تكرار المشروع. وكانت مؤسسات «الآباء المطلعون في فلوريدا» (Florida Informed Parents, Inc.) و«حرب تكساس على المخدرات» (Texan's War on Drugs) هي التي أخذت زمام المبادرة في ولاياتها بدعم من ولاية ماين. وشاركت ولاية أيوا من خلال تولي د. جون أرتيس، المدير السابق للمدرسة الثانوية بمنطقة سكوهيجان للقيادة.
في عام 1984، تشاور القسم مع الإدارة الوطنية للسلامة المرورية على الطرق السريعة (NHTSA) في إعداد جدول أعمال ومواد تعليمية وبرنامج لمؤتمر وطني حول مشروع التخرج. وعُقد المؤتمر في سبرينج فيلد بولاية إلينوي في مارس عام 1984. وأرسلت ثماني وثلاثين ولاية وفودًا يتكون كل منها من طالبين وشخص بالغ. وشارك أحد عشر مقدمًا من ولاية ماين أفكارهم حول مشروع التخرج مع الحضور. وأعدت الإدارة الوطنية للسلامة المرورية على الطرق السريعة (NHTSA) بالتشاور مع القسم كتيب يبرز المقومات الرئيسية للمشروع ويحمل عنوان «مشروع التخرج: أصدقاء مدى الحياة» (Project Graduation: Friends for Life) من أجل هذا المؤتمر. وكان هناك تسع عشر ولاية بها منسقون لمشروع التخرج في جميع أنحاء الولاية. وفي عام 1986، أقيم مشروع التخرج في جميع الولايات الأمريكية البالغ عددها 50 ولاية فضلاً عن مقاطعتين كنديتين. وحظي المشروع باهتمام قومي في عام 1987 حينما نشرت عنه مجلة جود هاوس كيبنج (Good Housekeeping)، ومرة أخرى في عام 1989 حينما نشرت عنه مجلة ومانز داي (Woman's Day).
في عام 1990، لم تحدث أية وفيات بين الشباب تُعزى إلى شرب الخمور وتعاطي المخدرات أثناء القيادة في ولاية ماين أثناء موسم التخرج في الفترة من 15 مايو إلى 20 يونيو. وكان هذا العام الثالث على التوالي الذي لم تحدث فيه أية وفيات بين الشباب على الطرق السريعة بولاية ماين خلال هذه الفترة الحرجة. وتواصلت الإشادة بتأثير مشروع التخرج. وكانت هناك جهات اتصال لمشروع التخرج في أكثر من 40 ولاية.
تتمثل الأهداف الرئيسية لأنشطة مشروع التخرج في زيادة الوعي بأخطار شرب الخمور وتعاطي المخدرات أثناء القيادة وخفض عدد الشباب الذين يتعرضون لتصادمات على الطرق السريعة بسبب تناول الكحوليات والمواد المخدرة الأخرى. وأصبح مشروع التخرج والاحتفالات الخالية من تعاطي المواد الكيميائية المستلهمة منه تقليدًا جديدًا يتبعه طلاب السنة النهائية المتخرجين في جميع أنحاء البلاد. ومن منظور يتعلق بالوقاية من الأمراض وتحسين الصحة من خلال مشروع التخرج بولاية ماين، لاحظت مراكز مكافحة الأمراض والوقاية منها أن «مشروع التخرج قد أصبح أكثر من مجرد حدث يتم في ليلة التخرج. فهو عملية تخطيط تتم على مستوى المجتمع وتسعى لخلق بيئة تقدم الرعاية والدعم والتواصل بشكل أكثر انفتاحًا بين الشباب والبالغين.»
إن جميع الوظائف المرتبطة بالناحية الدراسية من المفترض أن تكون خالية تمامًا من تعاطي أية مواد كيميائية، ولكن ما يجعل مشروع التخرج مختلفًا هو موقف الطلاب منه. فقد اتخذوا قرارًا واعيًا بالاستمتاع بليلة التخرج دون تناول الكحوليات أو المواد المخدرة الأخرى. ولا تستطيع أي مجموعة أخرى من الأشخاص اتخاذ هذا القرار نيابة عن الطلاب، بما في ذلك الآباء والعاملون بالمدرسة.